# دوروك (مترو باريس)
دوروك (بالفرنسية: Duroc)‏ هي محطة مترو تابعة لمترو باريس تقع في فرنسا في الدائرة السادسة في باريس.[بحاجة لمصدر]